# Katholiek Vlaams Hoogstudenten Verbond
Der Katholiek Vlaams Hoogstudenten Verbond (KVHV) (Katholischer Flämischer Studentenverband) war ein Dachverband katholischer flämischer Studentenverbindungen und Schülerverbindungen mit zuletzt zehn Ortsverbänden in Flandern.
Der Verband mit Sitz in Löwen war von 1981 bis 2015 Mitglied im Europäischen Kartellverband (EKV).

## Wirkung
Der KVHV Gent (1887) ist der älteste Ortsverband und zusammen mit KVHV Löwen (1902) Mutter aller KVHV-Abteilungen. Diese Ortsverbände sind Gruppen von aktiven, also studierenden, männlichen und weiblichen Mitgliedern. Sie haben entweder eine studentische Wirkung (als örtlicher Senioren-Convent verschiedener flämischer Korporationen) oder eine politische Wirkung (als selbständige Korporation mit den Prinzipien religio, scientia, amicitia und patria, die sich als flämisch-nationale und konservativ-katholische Burschenschaft versteht).
Trotzdem können Studierende aller christlichen Konfessionen und auch nicht-gläubige Studierende Mitglied werden. Ortsverbände mit einer politischen Wirkung stehen für Männer und Frauen offen. Ortsverbände mit einer studentischen Wirkung bestehen entweder als reine Männerkorporationen, reine Damenkorporationen oder gemischte Korporationen, unterschiedlich von Ort zu Ort. Im Einzelfall haben Ortsverbände eine politische und eine studentische Wirkung, wie zum Beispiel in Löwen oder Gent.
Die KVHV-Ortsverbände sind in ihrer studentischen oder politischen Wirkung völlig souverän und unabhängig voneinander. Diese kennen ein rudimentäres Conventsprinzip. De facto hat der amtierende Senior eine sehr große Beschlusskompetenz. Die Zusammenarbeit der Ortsverbände ist symbolisch, administrativ und logistisch. Die Ortsverbände haben entweder keine oder eine sehr gering entwickelte Altherrenbundstruktur, und es gibt kein wirkliches Lebensbundprinzip.
Am 11. Juli 2008 beschloss die nationale Vergadering (nationale Versammlung) des KVHV-National in Brüssel auch Schülerverbindungen aufzunehmen, die Verband namens Katholiek Vlaams Scholierenverbond mit z. Z. 5 Sektionen zusammengeschlossen sind. Sie wurden mit dem Status eines Ortsverbandes in den Dachverband eingegliedert. Weiterhin beschloss die Nationale Vergadering, die Mitgliedschaft im EKV für das Jahr 2008–2009 ruhen zu lassen und keinen Altherrenbundvertreter zu bestimmen.
Am 16. Februar 2015 löste sich der KVHV als Dachverband nach längeren Streitigkeiten unter den Ortsverbänden auf. Der OV Gent hatte seit Längerem von den katholischen Korporationsverbänden Deutschlands und Österreichs (CV, ÖCV, KV, ÖKV, UV), die den EKV maßgeblich prägen, weg- und zur Deutschen Burschenschaft hintendiert. Außerdem hatte ein Mitglied des OV Gent 2015 in Göttingen auf seine Farben eine Mensur gefochten.

## Ortsverbände
Es gab KVHV-Ortsverbände in folgenden flämischen Städten:
- Universitäten oder Hochschulen:
  - OV Löwen (1902), studentische (SK und MSK) und politische Wirkung
  - OV Gent (1887), studentische (GSK) und politische Wirkung
  - OV Antwerpen (1973), studentische und politische Wirkung
  - OV Brüssel (1975), studentische Wirkung
  - OV Kortrijk (1975), politische Wirkung (keine Aktivitas mehr)
- Technische Hochschulen:
  - OV Mechelen (1949), studentische Wirkung
  - OV Oostende (1991), politische Wirkung (keine Aktivitas mehr)
  - OV Sint-Katelijne-Waver (1997), studentische Wirkung
  - OV Aalst (1997), studentische Wirkung
- Schulen:
  - OV Katholiek Vlaams Scholierenverbond (2008), mit studentischer und politischer Wirkung und Sektionen in Gent (2008), Melle (2008), Aalst (2008), Loppem (2008) und Sint-Niklaas (2008)

## Bekannte Mitglieder (Auswahl)
Eine Aufzählung bekannter Mitglieder mit eigenem Wikipedia-Eintrag findet sich in der Kategorie:Korporierter im KVHV.